# Альжан
Альжан (до 2008 г. — Альжанка) — село в Айыртауском районе Северо-Казахстанской области Казахстана. Входит в состав Лобановского сельского округа. Код КАТО — 593248200.

## География
Расположено около озера Белое.

## Население
В 1999 году население села составляло 521 человек (279 мужчин и 242 женщины). По данным переписи 2009 года, в селе проживало 325 человек (188 мужчин и 137 женщин).